# Synophryostreptus punctatus
Synophryostreptus punctatus är en mångfotingart som beskrevs av Carl Graf Attems 1928. Synophryostreptus punctatus ingår i släktet Synophryostreptus och familjen Spirostreptidae. Inga underarter finns listade i Catalogue of Life.